# NGC 1550
NGC 1550 (NGC 1551) é uma galáxia elíptica localizada na direção da constelação de Taurus. Possui uma declinação de +02º 24' 35" e uma ascensão reta de 4 horas, 19 minutos e 37,9 segundos.
A galáxia NGC 1550 foi descoberta 1861 por Heinrich d'Arrest.